# Copa del Rei de futbol 1920
La Copa del Rei de futbol 1920 va ser la 18ena edició de la Copa d'Espanya.

## Detalls
La competició es disputà entre el 28 de març i el 2 de maig de 1920.
Equips participants:
- Biscaia: Athletic de Bilbao
- Guipúscoa: Real Unión
- Regió Centre: Madrid FC
- Regió Sud: Sevilla FC
- Galícia: Real Vigo SC
- Astúries: Sporting de Gijón
- Catalunya: FC Barcelona

## Fase final
|  | Quarts de final        | Quarts de final        | Quarts de final        |   |               | Semifinals              | Semifinals              | Semifinals              |  |              | Final     | Final     |  |
|  | 28 de març - 4 d'abril | 28 de març - 4 d'abril | 28 de març - 4 d'abril |   |               | 11 d'abril - 18 d'abril | 11 d'abril - 18 d'abril | 11 d'abril - 18 d'abril |  |              | 2 de maig | 2 de maig |  |
|  |                        |                        |                        |   |               |                         |                         |                         |  |              |           |           |  |
|  | FC Barcelona           |                        |                        |   |               |                         |                         |                         |  |              |           |           |  |
|  | Sevilla FC             |                        |                        |   |               |                         |                         |                         |  |              |           |           |  |
|  |                        | FC Barcelona           | 1                      | 4 |               |                         |                         |                         |  |              |           |           |  |
|  |                        |                        |                        | 4 |               |                         |                         |                         |  |              |           |           |  |
|  |                        | Real Unión de Irún     | 0                      | 4 |               |                         |                         |                         |  |              |           |           |  |
|  | Real Unión de Irún     | Real Unión de Irún     | 0                      | 4 |               |                         |                         |                         |  |              |           |           |  |
|  |                        |                        |                        |   |               |                         |                         |                         |  |              |           |           |  |
|  |                        |                        |                        |   |               |                         |                         |                         |  |              |           |           |  |
|  |                        |                        |                        |   |               |                         |                         |                         |  | FC Barcelona | 2         |           |  |
|  |                        | Athletic Club          | 0                      |   |               |                         |                         |                         |  |              |           |           |  |
|  | Madrid FC              | 1                      | 1                      |   |               |                         |                         |                         |  |              |           |           |  |
|  | Athletic Club          | 1                      | 4                      |   |               |                         |                         |                         |  |              |           |           |  |
|  | Athletic Club          | 1                      | 4                      |   | Athletic Club | 2                       | 1                       |                         |  |              |           |           |  |
|  |                        |                        |                        |   | Athletic Club | 2                       | 1                       |                         |  |              |           |           |  |
|  |                        | Vigo Sporting          | 1                      | 0 |               |                         |                         |                         |  |              |           |           |  |
|  | Sporting de Gijón      | Vigo Sporting          | 1                      | 0 | 0             | 1                       |                         |                         |  |              |           |           |  |
|  | Sporting de Gijón      |                        |                        |   | 0             | 1                       |                         |                         |  |              |           |           |  |
|  | Vigo Sporting          | 0                      | 4                      |   |               |                         |                         |                         |  |              |           |           |  |

## Quarts de final
Exempt: Real Unión. El Sevilla FC no es presentà en l'enfrontament amb el Barcelona. Havia proposat disputar els dos partits a Madrid però el Barcelona refusà.

### Anada
| Madrid FC | 1-1 | Athletic de Bilbao |
| --------- | --- | ------------------ |
|           |     |                    |

| Sporting de Gijón | 0-0 | Real Vigo SC |
| ----------------- | --- | ------------ |
|                   |     |              |

### Tornada
| Athletic de Bilbao | 4-1 | Madrid FC |
| ------------------ | --- | --------- |
|                    |     |           |

| Real Vigo SC | 4-1 | Sporting de Gijón |
| ------------ | --- | ----------------- |
|              |     |                   |

## Semifinals

### Anada
| Real Unión | 0-1 | FC Barcelona |
| ---------- | --- | ------------ |
|            |     |              |

| Athletic de Bilbao | 2-1 | Real Vigo SC |
| ------------------ | --- | ------------ |
|                    |     |              |

### Tornada
| FC Barcelona | 4-4 | Real Unión |
| ------------ | --- | ---------- |
|              |     |            |

| Real Vigo SC | 0-1 | Athletic de Bilbao |
| ------------ | --- | ------------------ |
|              |     |                    |

## Final
| FC Barcelona                        | 2 – 0 | Athletic Bilbao |
| ----------------------------------- | ----- | --------------- |
| Vicenç Martínez 70' · Alcántara 80' |       |                 |

## Campió
| Campions de la Copa d'Espanya 1920 |
| ---------------------------------- |
| · Futbol Club Barcelona · 4t títol |